# Billy Owens
Billy Eugene Owens (Carlisle, 1º maggio 1969) è un ex cestista statunitense, professionista nella NBA.

## Carriera
È stato selezionato dai Sacramento Kings al primo giro del Draft NBA 1991 (3ª scelta assoluta).
Con gli Stati Uniti ha disputato i Campionati americani del 1989 e i Campionati mondiali del 1990.

## Statistiche

### College
| Anno      | Squadra         | PG  | PT  | MP   | TC%  | 3P%  | TL%  | RP   | AP  | PRP | SP  | PP   |
| --------- | --------------- | --- | --- | ---- | ---- | ---- | ---- | ---- | --- | --- | --- | ---- |
| 1988-1989 | Syracuse Orange | 38  | 38  | 32,0 | 52,1 | 22,2 | 64,8 | 6,9  | 3,1 | 1,7 | 0,9 | 13,0 |
| 1989-1990 | Syracuse Orange | 33  | 33  | 36,0 | 48,6 | 31,7 | 72,2 | 8,4  | 4,6 | 2,2 | 0,8 | 18,2 |
| 1990-1991 | Syracuse Orange | 32  | 32  | 38,0 | 50,9 | 39,7 | 67,4 | 11,6 | 3,5 | 2,4 | 1,2 | 23,3 |
| Carriera  | Carriera        | 103 | 103 | 35,1 | 50,5 | 32,5 | 68,2 | 8,8  | 3,7 | 2,1 | 0,9 | 17,9 |

### NBA

#### Regular season
| Anno      | Squadra            | PG  | PT  | MP   | TC%  | 3P%  | TL%  | RP  | AP  | PRP | SP  | PP   |
| --------- | ------------------ | --- | --- | ---- | ---- | ---- | ---- | --- | --- | --- | --- | ---- |
| 1991-1992 | G.S. Warriors      | 80  | 77  | 31,4 | 52,5 | 11,1 | 65,4 | 8,0 | 2,4 | 1,1 | 0,8 | 14,3 |
| 1992-1993 | G.S. Warriors      | 37  | 37  | 32,5 | 50,1 | 9,1  | 63,9 | 7,1 | 3,9 | 0,9 | 0,8 | 16,5 |
| 1993-1994 | G.S. Warriors      | 79  | 72  | 34,7 | 50,7 | 20,0 | 61,0 | 8,1 | 4,1 | 1,1 | 0,8 | 15,0 |
| 1994-1995 | Miami Heat         | 70  | 60  | 32,8 | 49,1 | 9,1  | 62,0 | 7,2 | 3,5 | 1,1 | 0,4 | 14,3 |
| 1995-1996 | Miami Heat         | 40  | 40  | 34,7 | 50,5 | 0,0  | 63,3 | 7,2 | 3,4 | 0,8 | 0,6 | 14,8 |
| 1995-1996 | Sacramento Kings   | 22  | 11  | 27,0 | 42,0 | 41,7 | 64,3 | 5,7 | 3,2 | 0,9 | 0,7 | 9,9  |
| 1996-1997 | Sacramento Kings   | 66  | 56  | 30,2 | 46,7 | 34,7 | 69,7 | 5,9 | 2,8 | 0,9 | 0,4 | 11,0 |
| 1997-1998 | Sacramento Kings   | 78  | 78  | 30,1 | 46,4 | 37,1 | 58,9 | 7,5 | 2,8 | 1,2 | 0,5 | 10,5 |
| 1998-1999 | Seattle S.Sonics   | 21  | 19  | 21,5 | 39,4 | 45,5 | 80,0 | 3,8 | 1,8 | 0,6 | 0,2 | 7,8  |
| 1999-2000 | Philadelphia 76ers | 46  | 7   | 20,0 | 43,4 | 33,3 | 59,4 | 4,2 | 1,3 | 0,6 | 0,3 | 5,9  |
| 1999-2000 | G.S. Warriors      | 16  | 4   | 24,1 | 38,0 | 28,6 | 59,5 | 6,8 | 2,4 | 0,4 | 0,3 | 6,4  |
| 2000-2001 | Detroit Pistons    | 45  | 14  | 17,6 | 38,3 | 15,0 | 47,5 | 4,6 | 1,2 | 0,7 | 0,3 | 4,4  |
| Carriera  | Carriera           | 600 | 475 | 29,4 | 48,1 | 29,1 | 62,9 | 6,7 | 2,8 | 0,9 | 0,5 | 11,7 |

#### Play-off
| Anno     | Squadra          | PG | PT | MP   | TC%  | 3P% | TL%  | RP   | AP  | PRP | SP  | PP   |
| -------- | ---------------- | -- | -- | ---- | ---- | --- | ---- | ---- | --- | --- | --- | ---- |
| 1992     | G.S. Warriors    | 4  | 4  | 39,3 | 52,6 | -   | 63,0 | 8,3  | 3,3 | 2,0 | 0,5 | 19,3 |
| 1994     | G.S. Warriors    | 3  | 3  | 42,3 | 50,0 | 0,0 | 75,0 | 10,0 | 4,3 | 1,3 | 0,7 | 19,7 |
| 1996     | Sacramento Kings | 4  | 4  | 32,8 | 44,1 | 0,0 | 50,0 | 6,5  | 3,5 | 1,0 | 0,3 | 8,3  |
| Carriera | Carriera         | 11 | 11 | 37,7 | 49,6 | 0,0 | 64,4 | 8,1  | 3,6 | 1,5 | 0,5 | 15,4 |

## Palmarès
- McDonald's All-American Game (1988)
- NCAA AP All-America First Team (1991)
- NBA All-Rookie First Team (1992)